# Chrysops patricia
Chrysops patricia är en tvåvingeart som beskrevs av Pechuman 1953. Chrysops patricia ingår i släktet Chrysops och familjen bromsar. Inga underarter finns listade i Catalogue of Life.